# مرونة ضوئية

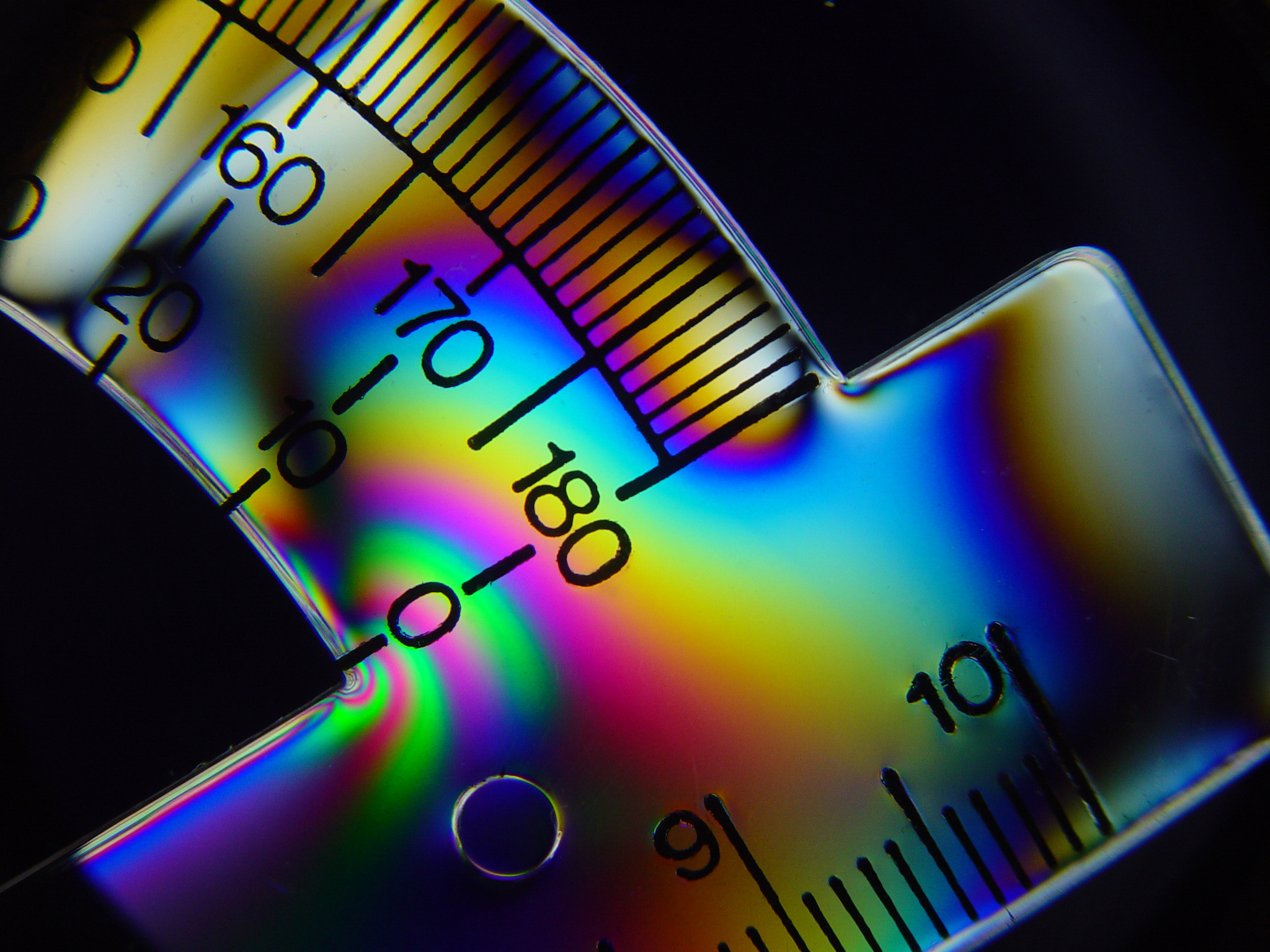

تصف المرونة الضوئية التغيرات في الخواص البصرية لمادة تخضع لتشوه ميكانيكي. وهي خاصية لكل المواد العازلة القطبية وتستخدم عادةً لتحديد توزع الإجهاد في مادة تجريبيًّا، حيث تعطي صورةً عن توزع الإجهاد حول الانقطاعات في المواد. تجارب المرونة الضوئية أداة مهمة لتحديد نقاط الإجهاد الحدي في مادة ما، وتستخدم لتحديد تراكيز الإجهادات في أشكال غير منتظمة هندسيًّا.

## لمحة تاريخية
أول من اكتشف ظاهرة المرونة الضوئية الفيزيائي الإسكتلندي ديفيد بروستر. طُورت الأطر التجريبية في بداية القرن العشرين عن طريق أعمال إ. ج. كوكر ول. ن. ج. فيلون من جامعة لندن. أصبح كتابهما أطروحة عن المرونة الضوئية المنشور عام 1930 من قبل كامبريدج بريس نصًّا معياريًّا في الموضوع. بين عامي 1930 و1940 ظهرت العديد من الكتب الأخرى عن الموضوع، من بينها كتب باللغات الروسية والألمانية والفرنسية. بنفس الوقت، حدث تطور كبير في المجال – تحققت تحسينات كبيرة في التقنية، وأصبحت المعدات أبسط. بإجراء تحسينات على التكنولوجيا، امتدت تجارب المرونة الضوئية لتطال تحديد حالات ثلاثية الأبعاد للجهد. بالتوازي مع تطويرات في التقنية التجريبية، أُعطي أول وصف ظواهري للمرونة الضوئية في عام 1890 من قبل فريدريك بوكلز، ولكن هذا الوصف ثبت عدم دقته بعد نحو قرن على يد نلسون ولاكس؛ إذ لم يأخذ وصف بوكلز بالاعتبار سوى أثر الانفعال المكيانيكي على الخواص البصرية للمادة.
مع ظهور مقياس الاستقطاب الرقمي -الذي أصبح ممكنًا بفضل ثنائيات الأقطاب الباعثة للضوء (ليد)- أصبحت المراقبة المستمرة للبنى الخاضعة للأحمال ممكنةً. أدى هذا إلى تطوير المرونة الضوئية الديناميكية، التي ساهمت بشكل كبير في دراسة ظواهر معقدة كتصدع المواد.

## تطبيقاتها

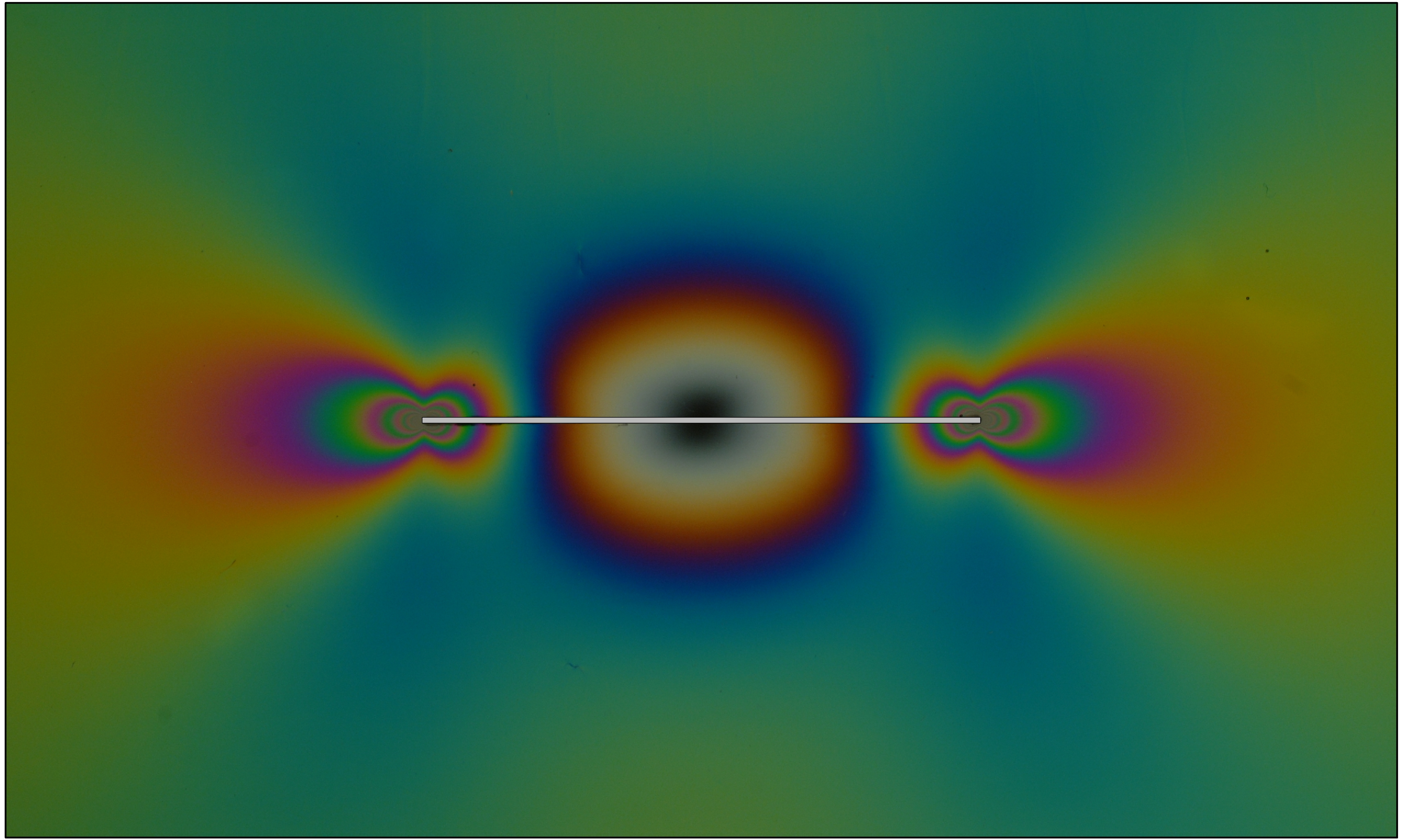
مقوي المرونة الضوئية

استُخدمت المرونة الضوئية للعديد من أشكال تحليل الإجهادات وحتى للاستخدام الروتيني في التصميم، وتحديدًا قبل اكتشاف الطرائق العددية، كالعناصر المنتهية أو العناصر الحدية. يسمح ترقيم قياس الاستقطاب بالحصول على الصور ومعالجة البيانات بشكل سريع، الأمر الذي يسمح للتطبيقات الصناعية بالتحكم بجودة عملية التصنيع لمواد كالزجاج والمبلمرات. يستخدم طب الأسنان المرونة الضوئية لتحليل الانفعال في مواد العناية بالأسنان.
يمكن استخدام المرونة الضوئية بنجاح لفحص حالة الإجهاد المركزة بشدة في مواد البناء أو قرب جسم خطي جاسئ (دعامة) في وسيط مرن. في الحالة الأولى، المشكلة غير خطية بسبب التماسات بين الطوبات، أما في الحالة الثانية فالحل المرن وحيد، بحيث يمكن أن تفشل الطرائق العددية في توفير نتائج صحيحة. يمكن الحصول على هذه النتائج عن طريق تقنيات المرونة الضوئية. تستخدم المرونة الضوئية الديناميكية المدمجة مع التصوير عالي السرعة لفحص سلوك التصدع في المواد. من التطبيقات الأخرى المهمة لتجارب المرونة الضوئية دراسة حقل الإجهاد حول الأثلام بين مادتين مختلفتين (أثلام ثنائية المواد). توجد الأثلام ثنائية المواد في العديد من التطبيقات الهندسية كالبنى المركبة باللحام أو الالتصاق.

## التعريف الرسمي
تغير موتر مقلوب السماحية {\displaystyle \Delta (\varepsilon ^{-1})_{ij}} لأجل مادة عازلة قطبية خطية بالنسبة للتشوه (تدرج الإزاحة{\displaystyle \partial _{l}u_{k}}) يوصف بالعلاقة:
{\displaystyle \Delta (\varepsilon ^{-1})_{ij}=P_{ijkl}\partial _{k}u_{l}}
حيث{\displaystyle P_{ijkl}}موتر المرونة الضوئية من الرتبة الرابعة، {\displaystyle u_{l}} الإزاحة الخطية عن وضع التوازن، {\displaystyle \partial _{l}} يشير إلى التفاضل بالنسبة إلى الإحداثي الديكارتي {\displaystyle x_{l}}. في حالة المواد متساوية الخصائص، يكتب التعريف بشكل أبسط:
{\displaystyle \Delta (\varepsilon ^{-1})_{ij}=p_{ijkl}s_{kl}}
حيث {\displaystyle p_{ijkl}} الجزء التناظري من موتر المرونة الضوئية (موتر انفعال المرونة الضوئية)، و{\displaystyle s_{kl}} الانفعال الخطي. الجزء المتناظر عكسيًّا من {\displaystyle P_{ijkl}} يعرف باسم الموتر الدوراني البصري. يتضح من أيٍّ من التعريفين أن تشوهات الجسم يمكن أن تولد تناحيًا بصريًّا، يمكنه أن يخضع مادةً كانت لتكون متساوية الخصائص البصرية إلى انكسار مزدوج. رغم أن موتر المرونة البصرية المتناظر يُعرف عادةً نسبةً إلى الانفعال الميكانيكي، من الممكن أيضًا التعبير عن المرونة الضوئية باستخدام الجهد الميكانيكي.